# Васильев, Михаил Васильевич (Герой Социалистического Труда)
Васильев Михаил Васильевич (3 ноября 1911 — 1978) — бригадир каменщиков Главленинградстроя при исполкоме Ленинградского городского Совета депутатов трудящихся. Герой Социалистического Труда (21 июня 1957 года).

## Биография
Михаил Васильевич родился 3 ноября 1911 года в деревне в Тверской области.
В подростковом возрасте освоил плотницкое дело, работая вместе с другими мастерами в деревнях. Знакомые плотники оценили уровень его работы и трудолюбие и, когда Михаилу Васильевичу исполнилось 19 лет, взяли с собой на вахтовые работы в Ленинград для участия в первой пятилетке. В результате, тут он и остался, работая в тресте Ленлегпромстрой.
Первое строительство в Ленинграде для Михаила было на заводе «Красногвардеец», где он принимал участие в возведении цехов, однако — уже как каменщик. В результате, Михаил Васильевич выиграл конкурс среди всех каменщиков на быстроту и чистоту кладки. Также Михаил принимал участие в строительстве Театра имени Ленинского Комсомола, заводских корпусов и жилых домах на Московском и Кировском проспектах.
Труд и энтузиазм Михаила Васильевича оценили должным образом, награждая его званиями ударника, стахановца и мастера социалистического труда.
В 1939 году, в возрасте 28 лет, Михаил Васильевич был призван в РККА, в составе которой участвовал в советско-финской войне, где был тяжело ранен и признан инвалидом второй группы.
Во время начала Великой Отечественной войны из-за инвалидности его не призвали, поэтому он встретил всю блокаду Ленинграда, проживая в городе. Чтобы не оставаться безучастным, вернулся к строительству, возводил оборонительные сооружения, ремонтируя повреждённые здания.
Во время блокады, зимой 1943/1944 года, Михаила Васильевича попросили возглавить бригаду, участвующей в восстановлении разрушенного жилого дома на Московском проспекте. Несмотря на продолжающиеся вражеские обстрелы, дом начал потихоньку расти.
После окончания войны Михаил Васильевич продолжал возглавлять бригаду строителей, при этом принимая участие в восстановлении разрушенного ранее города. Бригаду регулярно признавали лучшей в городе, главное отличие её было в комплексности, то есть в её состав входили не только каменщики, но и монтажники, плотники и стропальщики.
Президиум Верховного Совета СССР 21 июня 1957 года за выдающиеся производственные достижения, развитие науки и техники и большой вклад в освоение и внедрение новых методов труда присвоил Михаилу Васильевичу звание Героя Социалистического Труда с вручением ордена Ленина и золотой медали «Серп и Молот».
В последующие годы основная деятельность М. В. Васильева состояла в воспитании и обучении молодёжи в управлении № 37.
В возрасте 60 лет вышел на пенсию.
В 67 лет Михаил Васильевич скончался.

## Награды
- Орден Ленина (21 июня 1957 года)
- Звания Героя Социалистического Труда с вручением ордена Ленина и золотой медали «Серп и Молот» (21 июня 1957 года)